# 田辺警察署 (京都府)
田辺警察署（たなべけいさつしょ）は、京都府警察が管轄する警察署の一つ。

## 所在地
- 京都府京田辺市興戸1番地

## 管轄区域
- 京田辺市
- 綴喜郡井手町、宇治田原町
- 八幡市の一部の地域（飛地である内里地区の一部）

## 沿革
- 1954年（昭和29年）7月1日 - 京都府警察発足に伴い、田辺警察署開署。開所時の管轄区域は、綴喜郡田辺町、八幡町、井手町、都々城村、有智郷村、多賀村、田原村、宇治田原村の3町5村。八幡町と井手町にそれぞれ警部派出所を設置したほか、橋本巡査部長派出所、草内巡査駐在所、三山木巡査駐在所、大住巡査駐在所、関屋巡査駐在所、普賢寺巡査駐在所、多賀村巡査駐在所、田原村巡査駐在所、宇治田原村巡査駐在所、都々城村巡査駐在所、有智郷村巡査駐在所を設置[1]。
- 1954年（昭和29年）10月1日 - 都々城村と有智郷村が八幡町に編入合併したことにより、管轄区域は3町3村となる。
- 1956年（昭和31年）9月30日 - 宇治田原村・田原村が合併して宇治田原町が発足したことにより、管轄区域は4町1村となる。
- 1958年（昭和33年）4月1日 - 井手町と多賀村が合併して井手町が発足したことにより、管轄区域は4町となる。
- その後、派出所・駐在所が整理され、1971年（昭和46年）時点では、田辺駅前、三山木、大住、井手、田原、宇治田原、八幡、橋本、都々城、有智郷の計10カ所に派出所または駐在所が設置されていた[2]。
- 1977年（昭和52年）11月1日 - 八幡町が市制施行して八幡市となり、管轄区域は1市3町となる。
- 1993年 八幡警察署開設により内里地区飛地を除く八幡市を管轄から外す。これにより管轄区域は3町。
- 1997年（平成9年）4月1日 - 田辺町が市制施行して京田辺市となり、管轄区域は1市2町となる。
- 2003年（平成15年）4月1日 - 松井山手交番設置[3]。
- 2007年（平成19年）4月1日 - 大住交番を駐在所に機能転換。
- 2014年（平成26年）2月10日 - 田原交番を移転し、宇治田原町交番に改称[4]。

## 内部組織
- 会計課 - 会計係
- 警務課 - 警務係、留置管理係、犯罪被害者支援係、広聴・相談係
- 生活安全課 - 生活安全係、人身安全・少年係
- 地域課 - 地域第一係、地域第二係、地域第三係、地域管理係
- 刑事課 - 捜査管理係、強行・盗犯係、知能・組織犯罪対策係
- 交通課 - 交通指導係、交通事故捜査係
- 警備課 - 警備係

## 交番
（ ）の中は所在地。

### 京田辺市
- 田辺駅前交番（京田辺市田辺中央一丁目2-2）
- 三山木交番（京田辺市三山木中央4丁目6-1）
- 松井山手交番（京田辺市山手東一丁目1-1）

### 井手町
- 井手交番（綴喜郡井手町井手柏原4-10）

### 宇治田原町
- 宇治田原町交番（綴喜郡宇治田原町大字立川小字平岡69）

## 駐在所

### 京田辺市
- 大住駐在所（京田辺市大住八河原32）